# 第1次インティファーダ
第1次インティファーダ（アラビア語：الانتفاضة الفلسطينية الأولى, al-Intifāḍa al-Filasṭīnīya al-Ūlā, アル＝インティファーダ・アル＝フィラスティーニーヤ・アル＝ウーラー）は、1987年からオスロ合意によりパレスチナ自治政府が設立される1993年頃に至る、イスラエルとパレスチナ人の間での一連の暴力的諸事件の総称。「石の闘い」ともいわれる。また単にインティファーダという場合は第1次インティファーダを指す。「第1次インティファーダ」の呼称は、2000年から2005年の「アル＝アクサー・インティファーダ」を第2次インティファーダとして言及されるようになってから使用されたものである。

## 経緯

### 発端
1987年10月1日、イスラエル兵が武装組織パレスチナ・イスラーム・ジハード運動のガザ出身構成員7名を殺害した。数日後、ユダヤ人入植地のイスラエル人がパレスチナ人女子学生を背後から銃撃。さらに12月4日にはガザでシュロモ・サカルというイスラエル人セールスマンが刺殺されるという事件が起こっている。
12月6日、イスラエル国防軍のトラックがバンに衝突する交通事故が発生。この事故でジャバーリーヤのパレスチナ人4人が死亡した。難民キャンプで催された犠牲者の葬儀はやがて暴動と化し、数百人がタイヤを燃やし、警備に当たっていたイスラエル国防軍への攻撃するに至った。暴動は他の難民キャンプに広がり、やがてはエルサレムに至った。12月22日に、国際連合安全保障理事会はインティファーダの最初の数週間にパレスチナ人の死者が多数出たことで、ジュネーヴ条約違反としてイスラエルに対する非難決議を採択した。
パレスチナ解放機構（PLO）もこの民衆の動きを支持すると共に、海外にパレスチナ問題解決への支援を促す外交を展開していった。

### 激化
パレスチナ人の用いる暴力的手段の多くは技術的にレベルの低いものであった。女性や子供を含むパレスチナ人がイスラエル兵に対し、投石を行ったのである。イスラエルはこれに対し、催涙ガスやゴム弾、時に実弾を用いて取り締まったが、おさえこむことは出来なかった。しかしやがて戦術はエスカレートし、火炎瓶による攻撃に取って代わられ、さらに100回以上の手榴弾攻撃や銃や爆弾による攻撃が500回を越えておこなわれた。これによって多くのイスラエル市民、兵士が死亡した。

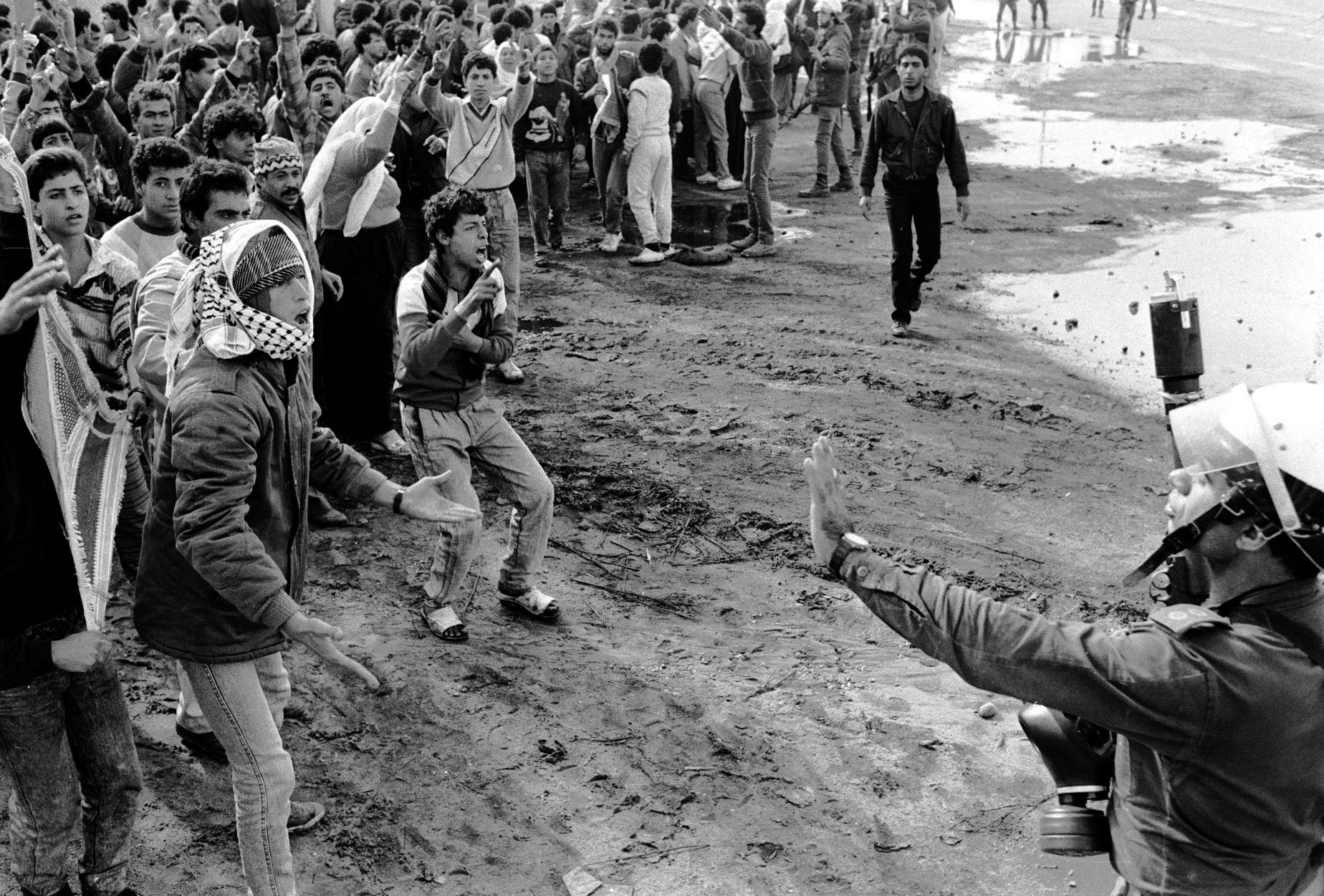
イスラエル兵に抗議するガザの民衆（1987年）

これに加え、約1000人のイスラエルへの情報提供者がアラブ人民兵の手で殺害された。これについてパレスチナ・アラブ人権団体は殺害された者の多くはイスラエルへの「協力者」ではなく報復殺害の被害者であったと主張している。
1988年、パレスチナ人は、イスラエル政府が代行して徴収する税の納付拒否という非暴力運動を開始した。これに対してイスラエルは収監によっても活動を停止させられず、店舗、工場、住宅などの機材、家具、商品などの差押え、売却という重い罰則を課す事でボイコットを抑え込んだ。
同年4月19日、PLOの指導者アブー・ジハードがチュニスで暗殺された。暴動が再び活発化して続行、およそ16人のパレスチナ人が死亡した。1989年10月、ユダヤ人過激派がエルサレムのモスクを襲撃、これを発端にした銃撃戦でイスラエル治安警察がパレスチナ人22人を射殺した事件により、国連総会が対イスラエル非難決議を採択している。
この頃パレスチナでは家庭生産のキャンペーンが大々的に行われるようになり、特にガザ地区の人間にとってはイスラエルでの仕事はまだ必要であったが、徐々に減少し、1988年6月にはイスラエルにおけるパレスチナ人の雇用は40%減少した。

### 和平合意へ
各地で散発するインティファーダの光景は海外メディアにより全世界に報道され、その多くが「石つぶてで圧政者に立ち向かう住民と、それを最新兵器で女子供含め掃討するイスラエル軍」という構図だったため、国際世論がイスラエルを激しく非難し、イスラエル国内からも政府や軍に対する非難の声が挙がった。
一方PLOも、1990年のイラクのクウェート侵攻の際にイラクを支持したため（サッダーム・フセインが自身の侵略行為の正当化のためにイスラエルのパレスチナ「侵略」を持ち出した事などによる）、クウェートやサウジアラビアに支援を打ち切られて苦境に立たされた。さらに湾岸戦争により、さらなる中東の安定化を目論むアメリカがパレスチナ問題に介入し、イスラエル・PLO双方に和平への働きかけを行った。
1991年にはスペイン・マドリードで和平会議が開始された。PLOはイスラエルの拒否により直接参加は叶わず、ヨルダン・パレスチナ合同代表団の形での参加となった。当初イスラエル側はなかなか妥協しなかったが、折しも崩壊したソビエト連邦から大量のユダヤ人労働者が流入した事で支持層を拡大した左派労働党のイツハク・ラビンが政権を奪うと、国際社会の経済援助を目当てに交渉を前向きに進め、1993年にアメリカの仲介でイスラエル・PLO間にオスロ合意が調印され、パレスチナ自治政府が設立された。これによりラビン首相、シモン・ペレス外相、PLOヤーセル・アラファート議長は翌年のノーベル平和賞を受賞した。

## 結果
オスロ合意までに、パレスチナ人に1162人、イスラエル人に160人の犠牲者が出ている。うちインティファーダの最初期13週間の死者はパレスチナ人332人、イスラエル人12人である。初期のパレスチナ側の死亡率の高さは暴動鎮圧と大衆管理におけるイスラエル国防軍の経験不足によるものである。しばしば、デモ群衆に対峙するに際してイスラエル国防軍兵士は暴動鎮圧用装備を支給されておらず、非武装のデモ参加者を実弾射撃することになってしまったのである。このため任務に従事した国防軍将兵のモラルの低下は避けられず、結果として300人以上の将兵が行き過ぎた暴力行為や発砲などで起訴された。
インティファーダの進捗にともない、イスラエルはパレスチナ側の犠牲者を軽減するために、さまざまな暴動鎮圧用装備（中にはやや滑稽なものもある。たとえば石を破砕して群衆へ放射する機械）を導入したが、死亡率は依然として高い水準にあった。初期に犠牲者が多いことのもう一つの要因は当時国防大臣だったラビンのパレスチナ人に対する高圧的な姿勢（特に「投石者の骨を折れ」との国防軍への訓令）にある。ラビンの後継者モーシェ・アレンスは鎮圧についてよりよい見解を持っており、翌年以降の死亡率の低さはおそらくはこれを反映したものであろう。
インティファーダは通常意味する軍事的行為あるいはゲリラ的軍事行為ではなかった。PLOの状況に対する支配は限定されており、また暴動によってイスラエル政府から直接の成果を得ることをPLOは全く期待していなかった。インティファーダが草の根の大衆運動であって、PLOの思惑によるものではなかったからである。しかしインティファーダはパレスチナ人にとっていくつかの建設的な成果をもたらした。
1. イスラエルと直接に対峙することで、近隣アラブ諸国の権威と援助に頼るより、むしろ自決に値する独立した民族として世界的に地歩を固めることに成功した。この時期にイスラエル側のパレスチナ人を「南部シリア人」とする議論は終焉し、またヨルダン人とする議論もほとんど行われなくなった。
2. イスラエルの報復の激しさ（特にインティファーダ初年）は、「自身の土地の囚人」としてのパレスチナ人のありようへの国際社会の注意を引き戻した。16歳以下のパレスチナ人少年たちが犠牲になった（多くはイスラエル軍へ石を投げかけ銃撃された）という事実は国際社会に懸念を呼んだ。特に多くのアメリカ・メディアの支局の公然と非難する姿勢は空前絶後のものであり、イスラエル国内やアメリカのユダヤ人社会に大きな衝撃を与えた。紛争はパレスチナ問題を国連を中心とする国際的議論の机上へと引き戻し、アラブ諸国同様、アメリカ合衆国やヨーロッパでも議論されるようになった。ヨーロッパはその後のパレスチナ自治政府への重要な経済援助国となり、アメリカのイスラエルへの援助と支持は以前よりも制約のあるものとなったのである。
3. インティファーダはイスラエル経済に多大の損害を与えた。イスラエル銀行は輸出における損害を約6億5000万ドルと見積もっている。多くはパレスチナ側のボイコットと地元零細産業の形成を通じてのものとしている。重要な観光業を含むサービス部門に対する衝撃は特に強かった。
4. 暴動は直接的にはオスロ合意へ、そしてその結果としてのPLOの亡命先チュニジアからの復帰につながった。交渉はPLOの目的を完全に満たすことはできなかったが、注目すべきは第1次インティファーダなくして、パレスチナ国家への道のりが存在しえたかは疑わしいということである。オスロ合意以降、将来におけるいずれかの時に、何らかのかたちでの独立パレスチナ国家が実現するということは（いまだに実現してはいないが）、比較的確実になったといえよう。

最終的にイスラエルはパレスチナ側陣営の取り込みとパレスチナ人全体に対する懲罰（国際法違反）によって、反植民地反乱の鎮圧に成功した。最新鋭の装備を持ち訓練されたイスラエル国防軍に比較して、パレスチナ側は劣悪な条件にあり概して非武装であった。にもかかわらずインティファーダはイスラエル国防軍のパレスチナのイスラエル占領地域における全体的な問題点（特に、占領に伴う社会的なコストが議論の対象になった）とともに戦術・作戦行動における多くの問題点を明らかにした。国際世論、イスラエル世論の双方は問題に目をとめ幅広い批判を招くことになった。国際世論が特に人道的問題に注目する一方、インティファーダによってイスラエル世論も分裂することになったのである。

## 要因
第1次インティファーダの要因と背景については、中東戦争やパレスチナ問題全般における諸事件と同様にさまざまな議論がある。
ほとんどの記録は1948年のイスラエルの建国、1967年の第三次中東戦争以降、ヨルダン川西岸およびガザ地区のパレスチナ人は、人道的権利や民族主義的主張にかかわる問題が解決されず、進展がないことに不満が高まっていたことを示している。パレスチナ解放機構（PLO）は1960年代以降イスラエルから目立った成果を得ることに失敗し、1982年にはレバノン内戦により本拠地レバノンを追われて事務所のチュニスへの移転を強いられた。エジプトは第四次中東戦争後にイスラエルと和平を結び、他のアラブ諸国は交戦状態を維持したものの1980年代中頃にはその言辞もトーンダウンし、パレスチナ人はアラブ諸国からの支持が弱まったことを認識した。南部レバノンのイスラエル軍支配とガザ、西岸でのイスラエル軍政の継続は現状への不満を増大させた。
パレスチナ側は、インティファーダはイスラエルの過酷な抑圧、すなわち裁判なしでの処刑、大規模な拘禁拘留、住宅の解体、無差別の拷問、追放などへの異議申し立てであったと主張している。インティファーダにはこのような政治的民族主義的感情に加え、エジプトのガザ地区からの撤退、ヨルダンによる西岸の主権主張へのあきらめも背景にあったといえる。
貧困地区ではごく一般的な高い出生率に比して、イスラエル支配下での農地や住宅地としての新規土地配分は限定的であり、人口密度の上昇を促した。失業率は増大した。パレスチナ人はイスラエルでの仕事の収入によって、子供たちを大学教育を受けさせることはできたが、卒業後職に就くことが出来る者は稀であった。
また、同盟国たるアラブ諸国から見捨てられたという感情を抱いていたとの指摘もある。PLOもイスラエルを駆逐し、パレスチナ国家を樹立するという公約を果たすことに失敗していた。1974年以降、イスラエルは占領地域における選挙の実施を図ったが、これはパレスチナ人にとっては完全な政治的権利を与えられないまま二級市民としての扱いがつづくものと感じられており、PLOは選挙実施の阻止には成功している。
以上の諸要因、および蜂起の規模の大きさを考慮すると、インティファーダが一個人あるいは一組織によって開始されたものではない、という点には疑問の余地はない。しかしながら、PLOによる事態の掌握は素早く、背後から暴動を煽動し、暴動の継続を保証する根拠地（「タンズィム」あるいは「組織」と呼ばれた）内で勢力を強化していったのである。もっともPLOのみが当初インティファーダで活動した組織というわけではなく、より強い暴力的手段へと誘導するイスラーム主義勢力、すなわちハマースやイスラーム聖戦などと勢力を競った（ただし、ハマースはインティファーダ勃発後に設立された組織であり、インティファーダに手を焼いたイスラエルが、PLOに対抗させるために、ハマースの誕生を支援した）。さらに重要なのは上記の諸組織以上に、厳しいイスラエル占領下、自主的な組織とネットワークを築いた一般のパレスチナ人からなる地域共同体組織が主導した、ということである。これらの組織は地下組織も含め、自主的な基盤の形成を中心に活動した。例としては自主学校、医療機関、食料援助組織などがある。